# 裸

ヒトの男女の裸体を描いたイラスト
パイオニア11号のメッセージプレートより抜粋

裸（はだか、外来語の範疇ではヌード）、もしくは裸体（らたい）とは、人類が被服をまとわない状態を言う。
下着類を含めて一切の被服をまとわない状態は、特に全裸（ぜんら、外来語の範疇ではオールヌード）と呼ばれる（比喩表現の範疇では「生まれたままの姿」「素っ裸」との表現がなされる場合もある）。なお、女性でトップスに被服を纏わず、ボトムスのみに被服を纏い、上半身裸になる状態はトップレスと呼ばれる。

## 生活と裸
裸体はヒトの生活では普通は見られないものである。21世紀時点の現代の諸民族は、ほとんどが何らかの衣服を着用している。原始社会や熱帯の非文明社会では一見裸体であるかのように見える例があるが、民族文化として本当に全身に何もつけない例はジャイナ教ディガンバラ派の出家者など極めて特異な例であり、文化や生活習慣上で乳幼児や児童が裸のままで気にされない例もあるが、生涯にわたって衣服に類する道具を全く使わない民族はほぼ存在しないといって過言ではない。概ね裸体で生活しているように見える民族にあっても、いわゆる文明社会から見た場合に裸体に見えるだけである。なおバタマリバ人（クタマク）は1970年代まで裸で生活していたが、彼らこそが人類最後の裸族と呼ばれた。
一方のいわゆる文明社会で裸体は性的興奮を催させるため、人前では裸になってはならないものとされる（少なくともプライベートゾーンは隠さないといけないものとされる）。こういった裸体否定の文化形態の根底には、宗教の関与が見られるケースも多い。逆にそれを目的に裸体となる例もある（ヌード、ポルノ）など。
「文明社会に衣服をつける習慣が出来たために裸体に性的な意味付けが生まれた」のか、それとも「裸体が本来的に性的興奮を喚起するが為に衣服をつけるという行為が習慣化したのか」という議論が長らくある。そのことに絡んで「着衣を着ない自由」という主張も一部に見られる（ヌーディズム）。
日光浴が普遍的生活習慣である北ヨーロッパ、東ヨーロッパ、北アメリカ、南アメリカにおいて性別問わず日光浴のためのトップレスが容認される社会もあれば、別の社会では社会通念的・宗教的理由から問題となることもある。この上半身の性の問題に関しては、文化摩擦を起こすケースもしばしば見られ、こと女性の上半身の裸に関しては、該当地域の文化性にも絡んで様々な議論がある。

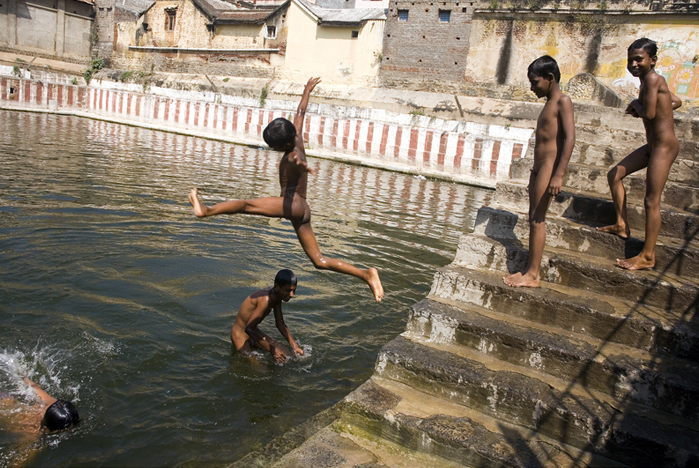
裸で水遊びをするインドの子供たち

日本では近代に至るまで、児童が男女とも全裸で水遊びに興じていても気にされない風潮すらあったが、近代以降に次第にそういった行為は避けられるようになっていった。こと20世紀末頃よりは、世界的にも児童ポルノなどの諸問題もあり、赤ちゃんのものを除けばマスメディアなどで児童の裸を放送することなどが避けられる傾向にある。

## 芸術と裸

『智・感・情』（右から「智」「感」「情」）。黒田清輝

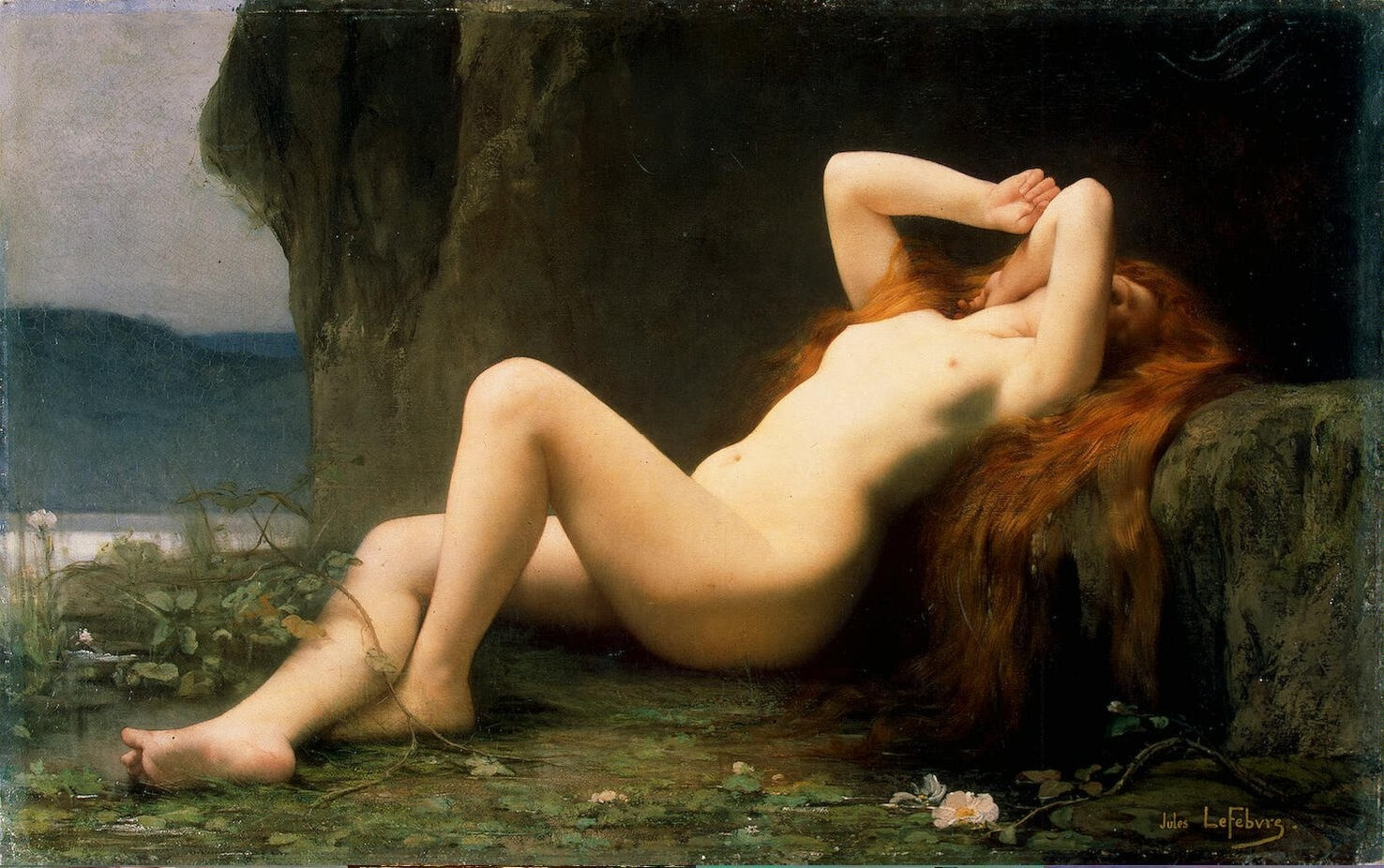
裸体を題材とした美術
『洞窟のマグダラのマリア』（ジュール・ジョゼフ・ルフェーブル・1876年）

裸は、芸術作品（エロティカ）としても用いられる。人間の肉体美を表現するためには、衣服は邪魔だとも考えられる。
ただし、この場合も、猥褻物との境界が曖昧で、第二次世界大戦直後の日本では、裸の被写体が静止していれば芸術作品、少しでも動いたら猥褻物との基準が存在し、ストリップ劇場では舞台に設置した額縁上のセット内に裸の女性が佇む「額縁ショー」のみが許可されていた時期がある。
芸術作品でも裸が描いてあればそれに性的興奮を催す側というのも無いとは言い切れず、青少年層にあっては本来の目的から離れ、異性の身体を見られる可能性とそこから得られるであろう性的興奮を求めてヌードデッサンに興味を示すなどという傾向も、そう珍しいことではない。
なお純粋な芸術か猥褻かという価値判断においては、明治期の日本では、山田美妙の小説「蝴蝶」の挿画（画は渡辺省亭）や黒田清輝の『朝妝』が話題になったことがあり、またダニエレ・ダ・ヴォルテッラのように、巨匠として後世に名を残したミケランジェロの描いた裸体に「イチジクの葉を描き込んだり腰布をまとわせる」という仕事を請け負ったため、その美術的才能を別にして変な意味で後世に名を残した画家の逸話が知られる。こと宗教画のような美術性以外の価値が存在する芸術に関しては、こういった問題も根強い。
第二次世界大戦前から戦中にかけてのドイツでは、アーリア民族はそれだけで美しく、アーリア人女性そのものが芸術であるとのプロパガンダから、ドイツ女性の裸体絵やヌード写真の撮影・出版が盛んに行われた。その一部の記録は現在でも残っている。

## スポーツと裸

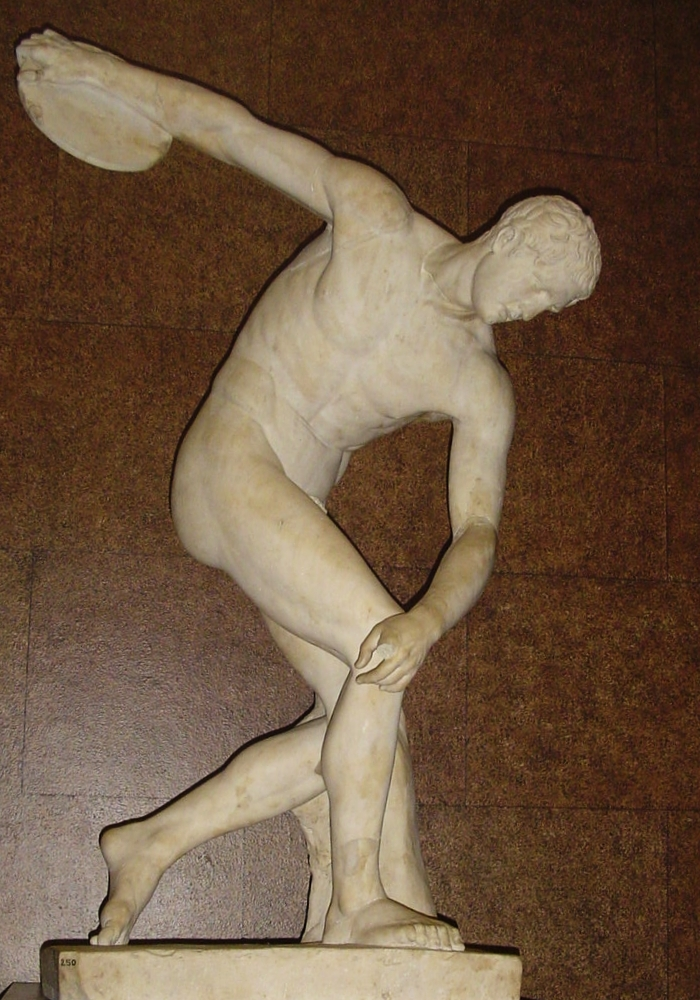
紀元前5世紀の円盤投げ選手像 ローマ時代のコピー・ヴィッラ・アドリアーナより
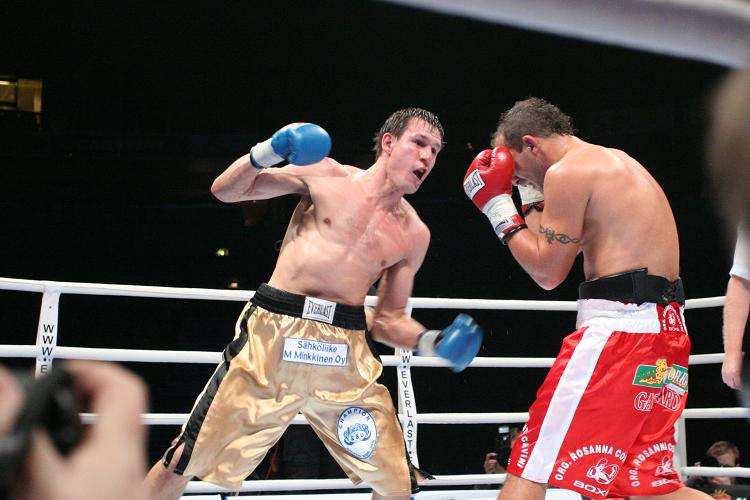
ボクシング
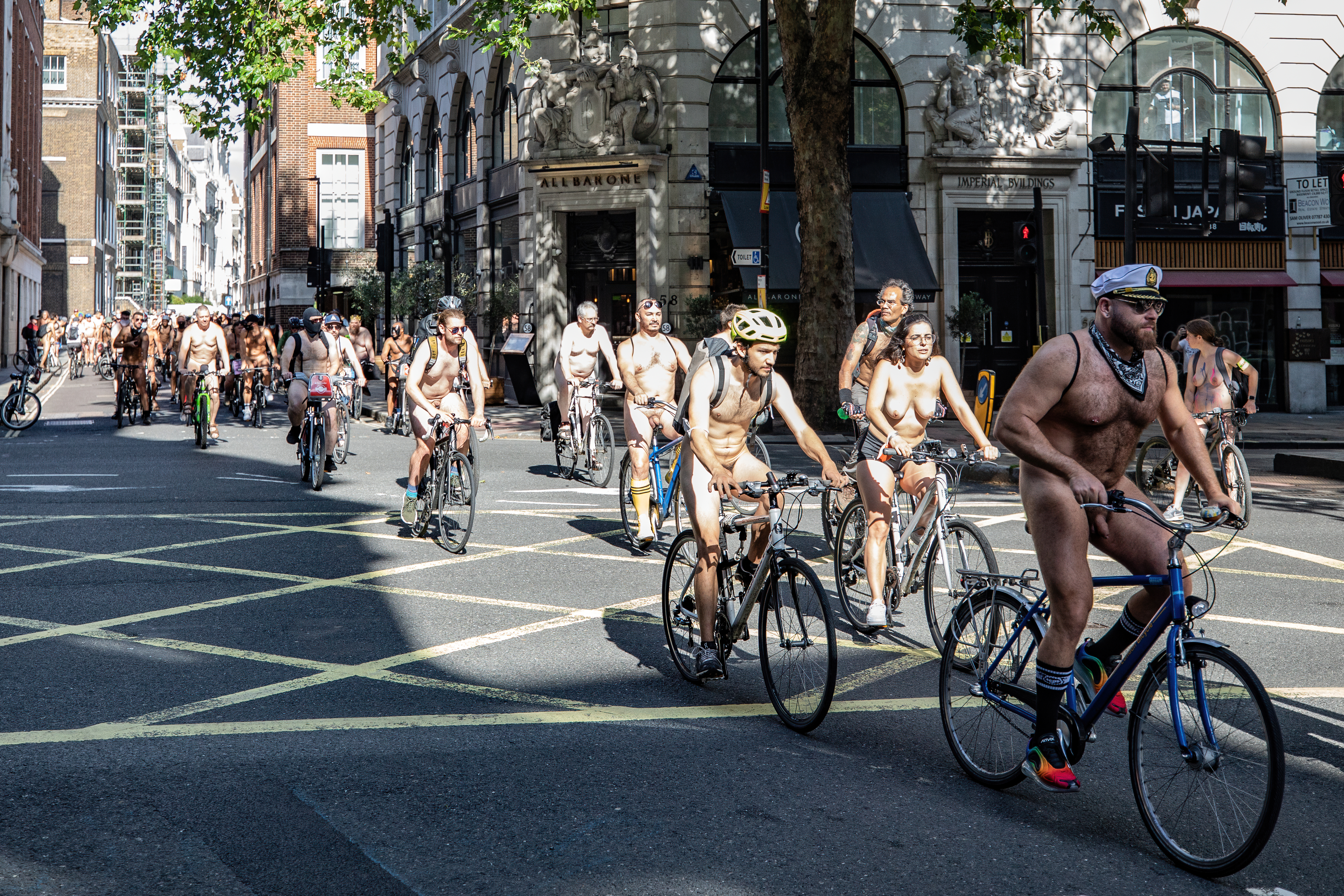
World Naked Bike Rideに参加する人たち（2021年）
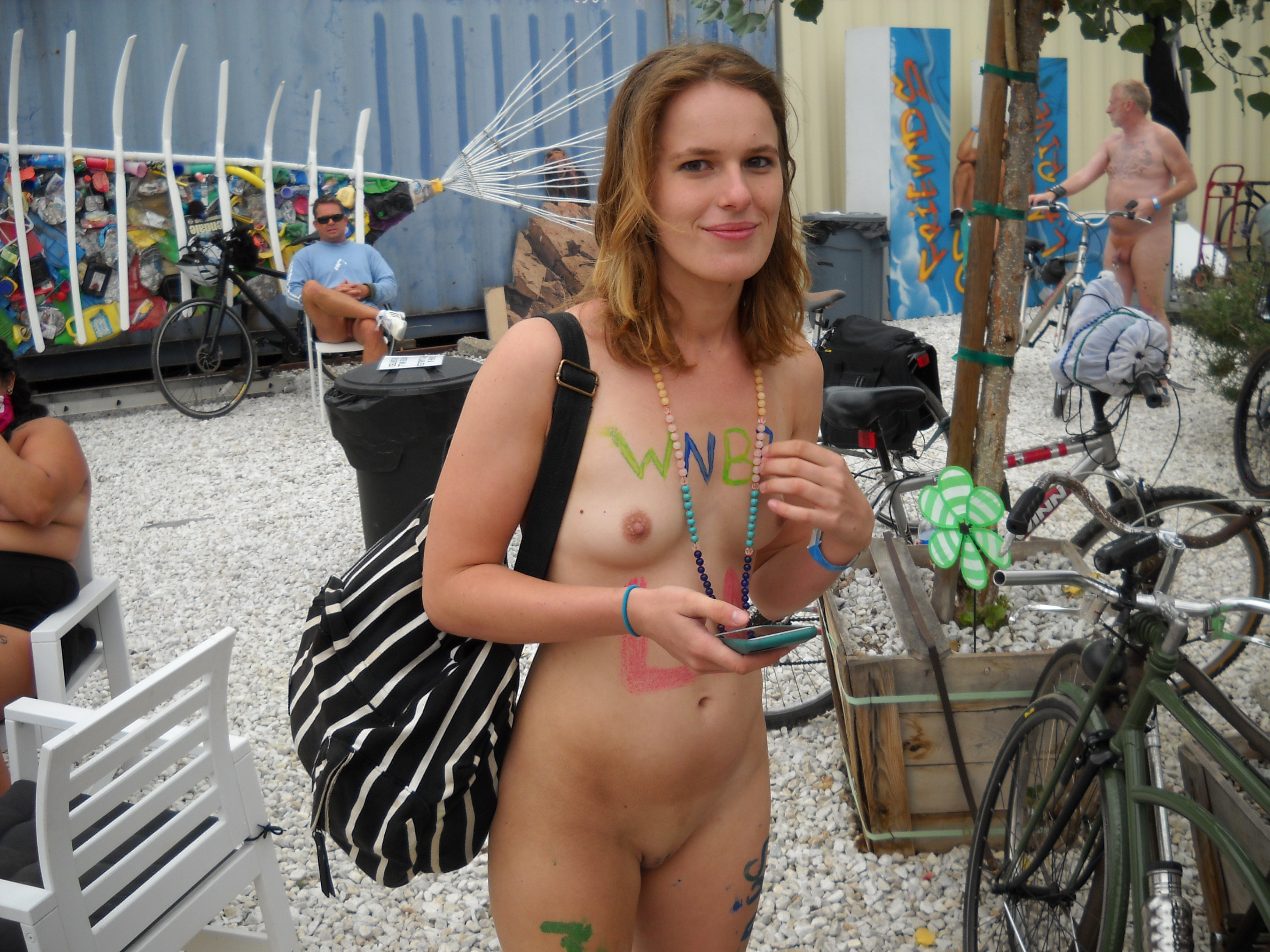
World Naked Bike Rideに参加する人（2016年）

スポーツでは、より限界の記録に挑むために、無駄を省いた着衣が利用される。スポーツシューズはプロユース（専門家が使う道具）ともなると、惜しげもなく新素材が導入され、また個人の足にフィットしたものも作られるし、水着ではより薄く、体にフィットしたものが利用され、競泳用水着ともなると一般の水着とは比べ物にならないくらい薄い素材が利用される。
在る意味での理想論では、体毛を除いた裸体こそが、固定されない陰茎や乳房など身体の一部が揺れる問題は別として、最もスポーツにおいて競技者に負担を掛けない姿とも考えられるが、流石に古代オリンピックの時代ならいざ知らず、近代オリンピックでは全裸で競技（全裸スポーツ）に及ぶことは公共良俗の面から言っても問題があるため、必要最小限の衣服が利用される。
ただ古代オリンピックの時代には、これら行事が神事（祭）としての側面を持っていたこと、加えて不正防止の意図により着衣の使用が禁じられたことが、裸で競われた理由となっている。なお古代オリンピックは男性選手のみによって競われたが、古代ギリシャにおいて鍛えられた男性の裸は当時の美意識にも沿って積極的に誇示される一方、女性の裸は着衣で隠すべきものという価値観（タブー）も存在していたことがオリュンポス十二神の男性神と女性神の扱いなどからも見出される。
ロンドンでは、毎年「World Naked Bike Ride(ワールド・ネーキッド・バイク・ライド)」と呼ばれる全裸で自転車に乗ることを楽しむイベントが行われる。

### 盗撮問題
2000年代頃から、アスリートたちが薄い衣類や露出度の高い衣類で記録に臨む姿勢に性的な興味を向ける者の存在が取り沙汰されるようになった。撮影できる機器の多様化にもよってSNSや動画投稿サイトなどを用いてアスリートを性的な対象として扱う行為に批判の声も上がり、アマチュアスポーツからプロスポーツやオリンピックの大会に至るまで盗撮被害の抑制が大きな課題となっている。

### 格闘技
格闘技においては、相撲、ボクシングなど裸になることで凶器を隠し持っていないことを証明するものがある。
古代ギリシャにおけるレスリングやパンクラチオンでは、下体衣すら着けず全裸で競技がおこなわれた。しかし、観戦が許されたのは男性のみで女性の観戦は禁止されていた。
組み技系格闘技で、柔道、ブラジリアン柔術、サンボ等の厚手の胴着を着用し衣服を掴むことに対して、レスリング、総合格闘技、グラップリング等で裸体や薄手のラッシュガード着用で闘うこと。衣服や皮膚を掴むことは禁止される。ちなみに相撲はマワシを掴むことは認められているので着衣格闘技にあたる。
トルコレスリング（ヤールギュレシ）では、掴み技を使わない独特のスタイルで、皮ズボンに上半身は裸で、更に肌にオリーブ・オイルを塗って競われる。

## 犯罪と裸
自身が「服を脱ぐこと」に何らかの価値を見出す者もおり、いわゆるストリーキングのように全裸で公衆の面前で走ることで衆人の目を集めようとする者もいれば、露出狂のように性的興奮を求めて、若しくは泥酔やストレスの鬱憤晴らしとして公共の場で裸になってしまう者もいる。日本では、これらの行為は公然わいせつ罪等の犯罪に問われる。一部には寛容な国や都市も存在するが、アメリカ合衆国のサンフランシスコ市のように都市の一部で風紀が乱れ、改めて条例で制限を加えた例も存在する
。

## 裸に関連する生物名
- ハダカカメガイ（裸亀貝） - クリオネの別名。
- ハダカイワシ（裸鰯） - ハダカイワシ科 - ハダカイワシ目
- ハダカエソ（裸鱛）
  - ハダカエソ科 - ハダカエゾ属、ナメハダカ属、クロナメハダカ属、クラノセナメハダカ属。
- ハダカオオカミウオ（裸狼魚） - ハダカオオカミウオ科
- オニハダカ（鬼裸）
- ギンハダカ（銀裸） - ギンハダカ科 - ギンハダカ亜目
- チョウチンハダカ（提灯裸） - チョウチンハダカ科
- ハダカデバネズミ（裸出歯鼠）
- ハダカホオズキ（裸酸漿）
- ハダカムギ（裸麦）